# Gooom Disques
Gooom Disques est un label indépendant de musique électronique parisien, fondé par Jean-Philippe Talaga en 1997. Le label a notamment publié les albums de M83.

## Artistes
- Abstrackt Keal Agram
- Anne Laplantine
- Cosmodrome
- Cyann & Ben
- KG
- Kids Indestructible
- M83
- Mils
- Montag
- Purple Confusion